# ロニー・チゼンホール
ロニー・デビッド・チゼンホール（Lonnie David Chisenhall, 1988年10月4日 - ）は、アメリカ合衆国ノースカロライナ州カータレット郡モアヘッドシティ出身の元プロ野球選手（外野手、三塁手）。右投左打。

## 経歴

### プロ入り前
2006年のMLBドラフト11巡目（全体320位）でピッツバーグ・パイレーツから指名されるが、契約せずにサウスカロライナ大学へ進学した。ところが、大学1年目に寮の部屋に忍び込んで電子機器を盗んだことが発覚して逮捕され、6ヶ月の保護観察となった。大学も退学処分となり、ピット・コミュニティカレッジへと移った。

### プロ入りとインディアンス時代
2008年のMLBドラフト1巡目（全体29位）でクリーブランド・インディアンスから指名され、110万ドルの契約金で入団した。
2009年にマイナーで22本塁打、92打点を記録し、シーズン終了後に「ベースボール・アメリカ」誌からインディアンスでカルロス・サンタナに次ぐ2位、全体では32位の有望株に選ばれた。2010年はAA級アクロン・エアロズでフルシーズンを過ごし、打率.278、17本塁打、84打点、OPS.801だった。「ベースボール・アメリカ」誌のランキングでは球団内1位、全体25位に順位を上げた。
2011年はAAA級コロンバス・クリッパーズからスタートし、6月27日のアリゾナ・ダイヤモンドバックス戦でメジャーデビューを果たした。この年は66試合に出場して打率.255、7本塁打、22打点という成績で、49三振に対し僅か8四球と選球眼に課題が残った。
2012年からの2年間は何度かマイナー降格も経験するなどレギュラー定着とはいかなかった。しかし、2014年はサンタナの三塁コンバートで尻に火が付いたか、レギュラーの座を確固たるものとした。6月9日のテキサス・レンジャーズ戦では、3本塁打を含む5打数5安打、球団タイ記録の1試合9打点の猛打を振るう活躍を見せた。また、この試合で使用したバットは野球殿堂に送られることになった。終盤はやや調子を落としたが、初めて規定打席に到達して打率.280を記録した。一方、守備面では拙守を露呈してしまい、114試合の三塁守備で18失策、守備率.931、DRS - 14とチームの足を引っ張った。
2015年1月15日に球団と年俸調停を回避し1年総額225万ドルで契約を結んだ。開幕後は正三塁手として出場していたが、打撃不振で6月8日に2年ぶりにマイナー降格となった。7月30日に再昇格後は、主に右翼手として起用されている。シーズン全体では106試合に出場したが、打率.246・7本塁打・44打点・4盗塁という成績に終わり、前年の巧打は見られなかった。他方で、守備では好調を維持し、右翼を守った51試合でDRS+11、三塁を守った50試合で+7というハイレベルな活躍を見せた。
2016年は再度右翼のレギュラーの座を奪取し、126試合に出場。自己ベストの打率.286、8本塁打、57打点、OPS0.767という成績を残し、打撃が復活した。右翼の守備は安定感があり、118試合で3失策・守備率.985・DRS + 3をマーク。他に一塁手3試合、中堅手2試合、三塁1試合も守った。
2018年10月29日にFAとなった。

### パイレーツ時代
2018年11月27日にパイレーツと1年275万ドルで契約合意した。
2019年は故障により全休した。オフの10月31日にFAになり、新たな所属チームが決まらず、2020年2月23日に引退を表明した。

## プレースタイル・人物
ずば抜けたアピールポイントはないが、打撃・守備の両方で平均以上の素質を備えていた。
子供の頃からチッパー・ジョーンズの大ファンで、打席に入るときの曲は彼と同じでオジー・オズボーンのクレイジー・トレインであった。

## 詳細情報

### 年度別打撃成績
| 年 度    | 球 団    | 試 合 | 打 席 | 打 数 | 得 点 | 安 打 | 二 塁 打 | 三 塁 打 | 本 塁 打 | 塁 打 | 打 点 | 盗 塁 | 盗 塁 死 | 犠 打 | 犠 飛 | 四 球 | 敬 遠 | 死 球 | 三 振 | 併 殺 打 | 打 率 | 出 塁 率 | 長 打 率 | O P S |
| -------- | -------- | ----- | ----- | ----- | ----- | ----- | -------- | -------- | -------- | ----- | ----- | ----- | -------- | ----- | ----- | ----- | ----- | ----- | ----- | -------- | ----- | -------- | -------- | ----- |
| 2011     | CLE      | 66    | 223   | 212   | 27    | 54    | 13       | 0        | 7        | 88    | 22    | 1     | 0        | 1     | 1     | 8     | 1     | 1     | 49    | 3        | .255  | .284     | .415     | .699  |
| 2012     | CLE      | 43    | 151   | 142   | 16    | 38    | 6        | 1        | 5        | 61    | 16    | 2     | 1        | 0     | 0     | 8     | 0     | 1     | 27    | 2        | .268  | .311     | .430     | .741  |
| 2013     | CLE      | 94    | 308   | 289   | 30    | 65    | 17       | 0        | 11       | 115   | 36    | 1     | 0        | 1     | 0     | 16    | 0     | 2     | 56    | 8        | .225  | .270     | .398     | .668  |
| 2014     | CLE      | 142   | 533   | 478   | 62    | 134   | 29       | 1        | 13       | 204   | 59    | 3     | 1        | 4     | 3     | 39    | 3     | 8     | 99    | 8        | .280  | .343     | .427     | .770  |
| 2015     | CLE      | 106   | 362   | 333   | 38    | 82    | 19       | 1        | 7        | 124   | 44    | 4     | 1        | 2     | 3     | 23    | 3     | 1     | 69    | 0        | .246  | .294     | .372     | .667  |
| 2016     | CLE      | 126   | 418   | 385   | 43    | 110   | 25       | 5        | 8        | 169   | 57    | 6     | 0        | 3     | 4     | 23    | 2     | 3     | 70    | 4        | .286  | .328     | .439     | .767  |
| 2017     | CLE      | 82    | 270   | 236   | 34    | 68    | 17       | 1        | 12       | 123   | 53    | 2     | 2        | 3     | 3     | 25    | 2     | 3     | 55    | 6        | .288  | .360     | .521     | .881  |
| 2018     | CLE      | 29    | 95    | 84    | 11    | 27    | 6        | 1        | 1        | 38    | 9     | 1     | 0        | 1     | 0     | 8     | 1     | 2     | 12    | 2        | .321  | .394     | .452     | .846  |
| MLB：8年 | MLB：8年 | 688   | 2360  | 2159  | 261   | 578   | 132      | 10       | 64       | 922   | 296   | 20    | 5        | 15    | 14    | 150   | 12    | 21    | 437   | 33       | .268  | .320     | .427     | .747  |

### 記録
MiLB
- オールスター・フューチャーズゲーム選出：1回（2010年）

### 背番号
- 27（2011年）
- 8（2012年 - 2018年）